# Star Cruises
Star Cruises (современное название — Genting Hong Kong Limited) является третьей по величине круизной компанией мира, уступая пальму первенства американским Carnival Corporation & plc и Royal Caribbean Cruises Ltd., и доминирует на азиатско-тихоокеанском рынке. Компании принадлежат марки Norwegian Cruise Line, NCL America и Cruise Ferries, эксплуатирующие в совокупности 22 круизных судна, располагающими более чем 35 000 кроватей. Также компании принадлежит открытый в 2009 году комплекс Resorts World Manila в Маниле, включающий несколько гостиниц, включая шестизвёздную Maxims Hotel, молл, кинотеатры и залы. Акции предприятия торгуются на гонконгской и сингапурской биржах.

## История
Компания Star Cruises была основана как дочка малайзийской Genting Group 10 ноября 1993 г. на Бермудских островах и имеет штаб-квартиру в Гонконге.
Первыми судами предприятия стали два парома из имущества обанкротившейся шведской Rederi AB Slite. В последующие годы компания Star Cruises прикупила ещё несколько подержанных судов. И лишь в 1998 г. пароходство получило своё первое новое судно SuperStar Leo, за которым в следующем году последовало судно-близнец SuperStar Virgo.
В 2000 г. компания Star Cruises купила Norwegian Cruise Line (NCL; вместе с её дочками Orient Lines и Norwegian Capricorn Line) и стала таким образом первой глобальной круизной компанией. Фирма Norwegian Capricorn Lines сразу после этого была интегрирована в Star Cruises и больше эта марка уже нигде не всплывала. Перед покупкой NCL у Star Cruises было запланировано строительство нескольких новых судов, а также некоторые из них уже находились в стадии строительства, так вот после слияния их определили в NCL. В августе 2007 г. компания Star Cruises сообщила, что 50%-доля в NCL была продана американскому холдингу Apollo Management.
В 2001 г. компания Star Cruises основала новую дочку Cruise Ferries, которая сначала с помощью одного судна, Wasa Queen, организовала круизы из Гонконга в Сямынь.
Поскольку оказалось, что выступление на рынке под норвежским именем «Norwegian Cruise Line» прибыльнее, чем под собственным брендом Star Cruises, то начиная с 2006 г. появилась тенденция передавать все новые суда в NCL, а замещаемые в результате этого более старые суда передавать в азиатский флот Star Cruises.

## Флот Star Cruises (без дочерних предприятий)

### текущий Шифф
Star Navigator
Star Voyager

### бывшие корабли
| Судно              | Изображение | Класс | Введено в эксплуатацию в Star Cruises | Пассажиры | Палубы | Тоннаж БРТ | Длина  | Макс. ширина | Крейсерская скорость | Примечание |
| ------------------ | ----------- | ----- | ------------------------------------- | --------- | ------ | ---------- | ------ | ------------ | -------------------- | ---------- |
| SuperStar Virgo    |             |       |                                       | 1964      |        | 75338      | 268,60 | 32,00        | 24,0 узла            | [ 6 ]      |
| SuperStar Aquarius |             |       |                                       | 1746      |        | 39127      | 190,04 | 28,85        | 20,0 узлов           | scrapped   |
| SuperStar Libra    |             |       |                                       | 1504      |        | 42276      | 216,17 | 29,00        | 20,0 узлов           | scrapped   |
| Star Pisces        |             |       |                                       | 1825      |        | 40012      | 176,60 | 29,61        | 21,0 узел            | scrapped   |